# Gorica, Črnomelj
Goríca je naselje v Sloveniji.

## Geografija
Povprečna nadmorska višina naselja je 450 m.
Pomembnejša bližnja naselja so: Sinji vrh (1,5 km), Vinica (10,5 km) in Črnomelj (29 km).